# جيك بويد
جيك بويد (بالإنجليزية: Jake Boyd) هو لاعب كرة قاعدة أمريكي، ولد في 19 يناير 1874 في مرتينسبورغ في الولايات المتحدة، وتوفي في 12 أغسطس 1932 في جيتيسبيرغ في الولايات المتحدة.

## وصلات خارجية
- جيك بويد على موقعبيزبول رفرنس.كوم (الدوري الرئيسي) (الإنجليزية)
- جيك بويد على موقعبيزبول رفرنس.كوم (الدوري الثانوي) (الإنجليزية)